# Llista de dispositius amb Windows 10 Mobile
Aquesta és una llista de tots els dispositius que venen de forma nativa amb el sistema operatiu Microsoft Windows 10 Mobile. La llista també inclou els dispositius que executen dos versions addicionals de Windows 10 per a dispositius mòbils - Windows 10 Mobile Enterprise i Windows 10 IoT Mobile Enterprise. Tots els dispositius de baix venen amb suport per a targetes SD.
Els processadors són compatibles són els Qualcomm Snapdragon 210, 212, 410, 617, 800, 801, 808, 810 i 820 així com el Rockchip RK3288 i el MediaTek MTK6753.

## Dispositius

### Telèfons intel·ligents
| Producte                                                      | Data de llançament | CPU            | RAM (GB) | Emmagatzematge (GB) | Pantalla    | Pantalla | Pantalla | Càmera (MP) | Càmera (MP) |
| Producte                                                      | Data de llançament | CPU            | RAM (GB) | Emmagatzematge (GB) | Resolució   | Mida (″) | Tipus    | Posterior   | Frontal     |
| ------------------------------------------------------------- | ------------------ | -------------- | -------- | ------------------- | ----------- | -------- | -------- | ----------- | ----------- |
| Acer Liquid M320                                              | Febrer del 2016    | Snapdragon 210 | 1        | 8                   | 854 x 480   | 45,0     | IPS LCD  | 5           | 2           |
| Acer Liquid M330                                              | Febrer del 2016    | Snapdragon 210 | 1        | 8                   | 854 x 480   | 45,0     | IPS LCD  | 5           | 5           |
| Archos Cesium 50                                              | Gener de 2016      | Snapdragon 210 | 1        | 8                   | 1280 x 720  | 50,0     | IPS LCD  | 8           | 2           |
| Bush Elumaf>                                                  | Gener de 2016      | Snapdragon 210 | 1        | 16                  | 1280 x 720  | 50,0     | IPS LCD  | 8           | 5           |
| Coship Moly L08 Arxivat 2016-09-28 a Wayback Machine.         | Febrer de 2016     | Snapdragon 210 | 1        | 8                   | 854 x 480   | 50,0     | IPS LCD  | 5           | 2           |
| Coship Moly X5 Arxivat 2016-08-22 a Wayback Machine.          | Març de 2016       | Snapdragon 210 | 1        | 8                   | 1280 x 720  | 50,0     | IPS LCD  | 8           | 2           |
| Covia BREEZ X5                                                | Abril de 2016      | Snapdragon 210 | 1        | 8                   | 1280 x 720  | 50,0     | IPS LCD  | 8           | 2           |
| Diginnos Mobile DG-W10M Arxivat 2016-07-27 a Wayback Machine. | Desembre de 2015   | Snapdragon 210 | 1        | 16                  | 1280 x 720  | 50,0     | IPS LCD  | 8           | 2           |
| Freetel Katana 01 Arxivat 2016-03-04 a Wayback Machine.       | Desembre de 2015   | Snapdragon 210 | 1        | 8                   | 854 x 480   | 45,0     | IPS LCD  | 5           | 2           |
| Freetel Katana 02 Arxivat 2016-03-04 a Wayback Machine.       | Desembre de 2015   | Snapdragon 210 | 2        | 16                  | 1280 x 720  | 50,0     | IPS LCD  | 8           | 2           |
| Geanee WPJ40-10                                               | Genere de 2016     | Snapdragon 210 | 1        | 8                   | 800 x 480   | 40,0     | TN LCD   | 5           | 2           |
| Lenovo Softbank 503LV                                         | Octubre de 2016    | Snapdragon 617 | 3        | 32                  | 1280 x 720  | 50,0     | IPS LCD  | 8           | 5           |
| Microsoft Lumia 550                                           | Desembre de 2015   | Snapdragon 210 | 1        | 8                   | 1280 x 720  | 47,0     | IPS LCD  | 5           | 2           |
| Microsoft Lumia 650                                           | Febrer de 2016     | Snapdragon 212 | 1        | 16                  | 1280 x 720  | 50,0     | AMOLED   | 8           | 5           |
| Microsoft Lumia 950                                           | Desembre de 2015   | Snapdragon 808 | 3        | 32                  | 2560 x 1440 | 52,0     | AMOLED   | 20          | 5           |
| Trinity NuAns Neo                                             | Gener de 2016      | Snapdragon 617 | 2        | 16                  | 1280 x 720  | 50,0     | IPS LCD  | 13          | 5           |

### Telèfon intel·ligent grans
| Producte                                                     | Data de llançament | CPU            | RAM (GB) | Emmagatzematge (GB) | Pantalla    | Pantalla | Pantalla | Càmera (MP) | Càmera (MP) |
| Producte                                                     | Data de llançament | CPU            | RAM (GB) | Emmagatzematge (GB) | Resolució   | Mida (″) | Tipus    | Posterior   | Frontal     |
| ------------------------------------------------------------ | ------------------ | -------------- | -------- | ------------------- | ----------- | -------- | -------- | ----------- | ----------- |
| Acer Jade Primo                                              | Febrer de 2016     | Snapdragon 808 | 3        | 32                  | 1920 x 1080 | 55,0     | AMOLED   | 21          | 8           |
| Alcatel OneTouch Fierce XL                                   | Gener de 2016      | Snapdragon 210 | 2        | 16                  | 1280 x 720  | 55,0     | IPS LCD  | 8           | 2           |
| ARP XC01Q                                                    | Abril de 2016      | Snapdragon 410 | 2        | 32                  | 1280 x 720  | 55,0     | IPS LCD  | 13          | 5           |
| Coship Moly X1 Arxivat 2016-07-11 a Wayback Machine.         | Gener de 2016      | Snapdragon 410 | 2        | 16                  | 1920 x 1080 | 55,0     | IPS LCD  | 13          | 5           |
| Coship Moly PCPhone W6 Arxivat 2016-07-19 a Wayback Machine. | Abril de 2016      | Snapdragon 617 | 3        | 32                  | 1920 x 1080 | 60,0     | IPS LCD  | 13          | 5           |
| Funker W5.5 Pro Arxivat 2016-02-04 a Wayback Machine.        | Febrer de 2016     | Snapdragon 410 | 2        | 16                  | 1280 x 720  | 55,0     | IPS LCD  | 13          | 5           |
| Funker W6.0 Pro 2 Arxivat 2016-06-04 a Wayback Machine.      | Juny de 2016       | Snapdragon 617 | 3        | 32                  | 1920 x 1080 | 60,0     | IPS LCD  | 13          | 5           |
| HP Elite x3                                                  | Estiu de 2016      | Snapdragon 820 | 4        | 64                  | 2560 x 1440 | 596,00   | AMOLED   | 16          | 8           |
| Microsoft Lumia 950 XL                                       | Desembre de 2015   | Snapdragon 810 | 3        | 32                  | 2560 x 1440 | 57,0     | AMOLED   | 20          | 5           |
| Mouse Computer MADOSMA Q601                                  | Estiu de 2016      | Snapdragon 617 | 3        | 32                  | 1920 x 1080 | 60,0     | AMOLED   | 13          | 5           |
| VAIO Phone Biz                                               | Abril de 2016      | Snapdragon 617 | 3        | 16                  | 1920 x 1080 | 55,0     | AMOLED   | 13          | 5           |
| Yamada Denki EveryPhone                                      | Desembre de 2015   | Snapdragon 410 | 2        | 32                  | 1280 x 720  | 55,0     | IPS LCD  | 13          | 5           |

### Tauletes
| Producte                                       | Data de llançament | CPU             | RAM (GB) | Emmagatzematge (GB) | Pantalla   | Pantalla | Pantalla | Càmera (MP) | Càmera (MP) |
| Producte                                       | Data de llançament | CPU             | RAM (GB) | Emmagatzematge (GB) | Resolució  | Mida (″) | Tipus    | Posterior   | Frontal     |
| ---------------------------------------------- | ------------------ | --------------- | -------- | ------------------- | ---------- | -------- | -------- | ----------- | ----------- |
| Atek Aikun S79                                 | Agost de 2016      | Snapdragon 210  | 1        | 8                   | 1024 x 600 | 695,00   | IPS LCD  | 5           | 2           |
| Alcatel OneTouch Pixi 3(8)                     | Març del 2016      | Snapdragon 210  | 1        | 8                   | 1280 x 800 | 80,0     | IPS LCD  | 5           | 2           |
| Pipo U8T Arxivat 2016-03-26 a Wayback Machine. | Març del 2016      | RockChip RK3288 | 1/2      | 16/32               | 1024 x 768 | 785,00   | IPS LCD  | 5           | 2           |

### Dispositius resistents
| Producte                                             | Data de llançament | CPU            | RAM (GB) | Emmagatzematge (GB) | Pantalla   | Pantalla | Pantalla | Càmera (MP) | Càmera (MP) |
| Producte                                             | Data de llançament | CPU            | RAM (GB) | Emmagatzematge (GB) | Resolució  | Mida (″) | Tipus    | Posterior   | Frontal     |
| ---------------------------------------------------- | ------------------ | -------------- | -------- | ------------------- | ---------- | -------- | -------- | ----------- | ----------- |
| Panasonic ToughPad FZ-F1                             | Q3 2016            | Snapdragon 801 | 2        | 16                  | 1280 x 720 | 47,0     | IPS LCD  | 8           | 5           |
| Bluebird EF400 Arxivat 2016-04-01 a Wayback Machine. | Febrer de 2016     | Snapdragon 410 | 2        | 8/16                | 1280 x 720 | 40,0     | IPS LCD  | 13          | 1.3         |